# Dynasty Warriors: Gundam
Dynasty Warriors: Gundam, in Giappone Gundam musō (ガンダム無双? lett. "Gundam senza rivali"), è un videogioco basato sull'anime Gundam. Il videogioco è stato sviluppato dalla Koei e pubblicato dalla Namco Bandai. Il suo gameplay deriva dalle popolari serie della Koei Dynasty Warriors e Samurai Warriors.
Il gioco è stato originariamente pubblicato il 1º marzo 2007 in Giappone esclusivamente per PlayStation 3 sotto il nome Gundam Musou. Una versione nordamericana è stata pubblicata il 28 agosto 2007 sia per PlayStatione 3 che per Xbox 360 con il nome Dynasty Warriors: Gundam. Dynasty Warriors: Gundam è il secondo videogioco basato su Gundam pubblicato in Nord America, dopo Mobile Suit Gundam: Crossfire. Una versione giapponese per Xbox 360 è stata pubblicata in Giappone il 25 ottobre 2007 con il nome Gundam Musou International. A differenza della versione per PlayStation 3, Gundam Musou International comprende sia l'audio giapponese sia l'audio inglese.
Una espansione del videogioco per PlayStation 2 chiamata Gundam Musou Special è stata pubblicata il 28 febbraio 2008 in Giappone, con nuovi scenari e mobile suit.
Sono stati pubblicati tre sequel del videogioco, Dynasty Warriors: Gundam 2, Dynasty Warriors: Gundam 3 e Dinasty Warriors Gundam Reborn.

## Modalità di gioco
La "modalità ufficiale" del gioco è principalmente basata sulla linea temporale dell'Universal Century, e utilizza i mecha presenti negli anime Mobile Suit Gundam, Mobile Suit Zeta Gundam e Mobile Suit Gundam ZZ, oltre a poche altre variazioni presenti in  Mobile Suit Gundam 0080: War in the Pocket e Mobile Suit Gundam 0083: Stardust Memory che appaiono come alleati o nemici non utilizzabili. La "modalità originale" del gioco invece sfrutta tutti i mecha presenti anche al di fuori dell'Universal Century, come quelli di Mobile Fighter G Gundam, Mobile Suit Gundam Wing e ∀ Gundam. Nel gioco è anche presente un mecha originale, basato su quelli SD degli OAV, e chiamato Musha Gundam, disegnato da Hajime Katoki.

## Accoglienza
La rivista Play Generation diede alla versione per PlayStation 3 un punteggio di 75/100, trovando azione in quantità con robot giganti impegnati in battaglie massive alla Dynasty Warriors ma tecnicamente fiacco.